# Sillingy
Sillingy este o comună în departamentul Haute-Savoie din sud-estul Franței. În 2009 avea o populație de 4.107 de locuitori.

## Evoluția populației
| An        | 1975  | 1982  | 1990  | 1999  | 2006  | 2009  |
| --------- | ----- | ----- | ----- | ----- | ----- | ----- |
| Populație | 1.343 | 1.652 | 2.116 | 2.881 | 3.432 | 4.107 |